# Furuholmen (Vaxholm)
Furuholmen ist eine zu Schweden gehörende Insel im Stockholmer Schärengarten.
Die Insel gehört zur Gemeinde Vaxholm und liegt östlich der Insel Edlunda. Östlich liegt die Inselgruppe Gröna Jägarna. Nördlich und südlich Furuholmens führt die Schiffsroute von der Ostsee nach Stockholm entlang.
Furuholmen ist mit mehreren Gebäuden bebaut und zum Teil bewaldet. Die Insel erstreckt sich von Nordwesten nach Südosten über etwa 300 Meter, bei einer Breite von bis zu 160 Metern. Der Schiffsanleger Furuholmen brygga befindet sich an der Nordspitze der Insel. An der Westspitze befindet sich der Leuchtturm Furuholmen fyr.